# Rañas de Matarrubia, Villaseca y Casa de Uceda
Rañas de Matarrubia, Villaseca y Casa de Uceda este o arie protejată (arie specială de conservare — SAC, sit de importanță comunitară — SCI) din Spania întinsă pe o suprafață de 1.280,64 ha, integral pe uscat.

## Localizare
Centrul sitului Rañas de Matarrubia, Villaseca y Casa de Uceda este situat la coordonatele 40°52′N 3°20′W / 40.86°N 3.33°V.

## Înființare
Situl Rañas de Matarrubia, Villaseca y Casa de Uceda a fost declarat sit de importanță comunitară în decembrie 1997 pentru a proteja 1 specie de plante și 10 specii de animale. Situl a fost protejat și ca arie specială de conservare în mai 2015.

## Biodiversitate
Situată în ecoregiunea mediteraneană, aria protejată conține 8 habitate naturale: Păduri de Quercus ilex și Quercus rotundifolia, Galerii de Salix alba și de Populus alba, Iazuri temporare mediteraneene, Păduri iberice de Quercus faginea și Quercus canariensis, Tufărișuri termo-mediteraneene și de pre-deșert, Pajiști umede mediteraneene cu ierburi înalte de Molinio-Holoschoenion, Matorral arborescenți cu Juniperus spp., Pseudostepă cu ierburi și specii anuale de Thero-Brachypodietea.
La baza desemnării sitului se află mai multe specii protejate:
- plante (1): Marsilea strigosa
- păsări (9): acvilă de munte (Aquila chrysaetos), buha (Bubo bubo), porumbel gulerat (Columba palumbus), șoim călător (Falco peregrinus), Galerida theklae, vulturul pleșuv sur (Gyps fulvus), Hieraaetus fasciatus, ciocârlie de pădure (Lullula arborea), turturică (Streptopelia turtur)
- amfibieni (1): Discoglossus galganoi

Pe lângă speciile protejate, pe teritoriul sitului au mai fost identificate 5 specii de plante, 3 specii de amfibieni, 3 specii de mamifere, 1 specie de reptile.